# Hostavická
Hostavická je ulice v Hloubětíně na Praze 14, která začíná a končí na ulici V Chaloupkách, avšak na východě je protažena a má slepé zakončení. Ústí do ní Oborská, Litošická, Kyjská, Šestajovická a Postřižínská. Několikrát se láme, je tudíž tvarově bohatá.
Nazvána je podle vesnice Hostavice, které se v roce 1968 staly součástí hlavního města a od roku 1994 jsou součástí městské části Praha 14. Ulice vznikla a byla pojmenována v roce 1930. V době nacistické okupace v letech 1940–1945 se německy nazývala Hostawitzer Straße.
Zástavbu tvoří rodinné domy se zahradami, na jihovýchodě je zeleň vrchu Lehovec.